# USS Lucid (MSO-458)
L'USS Lucid (AM-458/MSO-458) est un dragueur de mines de classe Aggressive acquis par l'United States Navy. En 2011, le navire a été transféré au Stockton Maritime Museum pour être restauré et utilisé comme navire musée. Lucid est le dernier dragueur de mines de classe Aggressive à flot aux États-Unis. 

## Historique
Il a été lancé peu après la guerre de Corée, a effectué des missions dans le Pacifique occidental  et au Vietnam pendant la  guerre du Viêt Nam. Lucid a été désarmé à la fin de 1970 et incorporé à l'United States Navy reserve fleets après seulement 15 ans de service, alors que la guerre du Vietnam touchait à sa fin et qu'il n'y avait plus besoin d'une grande flotte de dragueurs de mines. 
Le navire a été acheté par des civils et a servi de maison flottante pendant dix ans, avant d'être à nouveau vendu en 1986 et utilisé comme entrepôt par un ferrailleur sur l'île de Bradford, dans le delta du Sacramento. Le ferrailleur a été assassiné en 2004 à la suite d'un litige foncier[1], et en 2005, Lucid a été racheté par une fondation cherchant à sauver un navire de sa catégorie. 

## Préservation
Lucid a été acquis par le musée maritime de Stockton et en novembre 2011, il a été transféré de l'île de Bradford à son nouveau poste d'amarrage à Stockton, en Californie, sur une jetée de l'ancien centre de réserve navale sur l'avenue Monte Diablo.
Le 15 mars 2012, l'USS Lucid a été inauguré lors d'une cérémonie d'inauguration présentée par le Stockton Maritime Museum et la San Joaquin Building Futures Academy. Les étudiants et les bénévoles de l'Académie ont restauré le navire. De retour à son apparence d'origine, il a été déplacé dans la zone de construction navale historique près de Weber Point au centre-ville de Stockton, où plus d'un millier de bateaux et de navires ont été construits, à partir des années 1850 et se terminant dans les années 1980. 

### Décorations militaires
|  |  |  |
|  |  |  |

National Defense Service Medal, Vietnam Service Medal (4th award), Croix de la Vaillance, et Vietnam Campaign Medal.
Deux fois lauréat du Battle Effectiveness Award (en) (1957-1961) décerné au navire le plus remarquable de chaque classe. En 1963, Il a été nommé par le commandant Mine Force Pacific pour le Captain Edward F. Ney Memorial Award (en), qui est décerné au navire doté des installations de restauration les plus remarquables. En 1968, Lucid a obtenu le "M" blanc pour l'efficacité du déminage.

## Galerie